# 懷氏小棱鯡
懷氏小棱鯡為輻鰭魚綱鲱形目鲱科的其中一種，分布於非洲剛果河流域，體長可達5.7公分，棲息在淡水溪流，生活習性不明。

## 擴展閱讀
維基物種上的相關：懷氏小棱鯡